# Joseph Faverot
Baptiste Benjamin Faverot dit Joseph Faverot (1862-1918) est un artiste peintre français, figure du Montmartre fin-de-siècle et réputé pour ses représentations circassiennes.

## Biographie
Sous les prénoms de « Baptiste Benjamin », il naît à Paris 18e le 2 mai 1862, de Marie Colinot, brodeuse, et d'André Faverot, tailleur. Il entre à l'École des beaux-arts et fréquente la classe de Jean-Léon Gérôme. Il expose au Salon des artistes français à partir de 1887, régulièrement, jusqu'en 1900 ; il devient membre de cette société. Par ailleurs, il est membre du Salon des humoristes. En 1914, il expose un portrait de clown au salon de la Société nationale des beaux-arts. Ayant vécu entre le boulevard de Rochechouart et la rue Duperré, il part un temps peindre du côté de Montbarbin et d'Auvers-sur-Oise (Chaponval), ville dans laquelle il épouse le 26 janvier 1899 Marie-Joséphine Bertin.
Il meurt le 18 février 1918 ; l'annonce de ses obsèques qui ont lieu à l'église Saint-Pierre de Montmartre est publiée dans la presse le 20 février suivant ; il est inhumé au cimetière de Montmartre.

## Œuvre

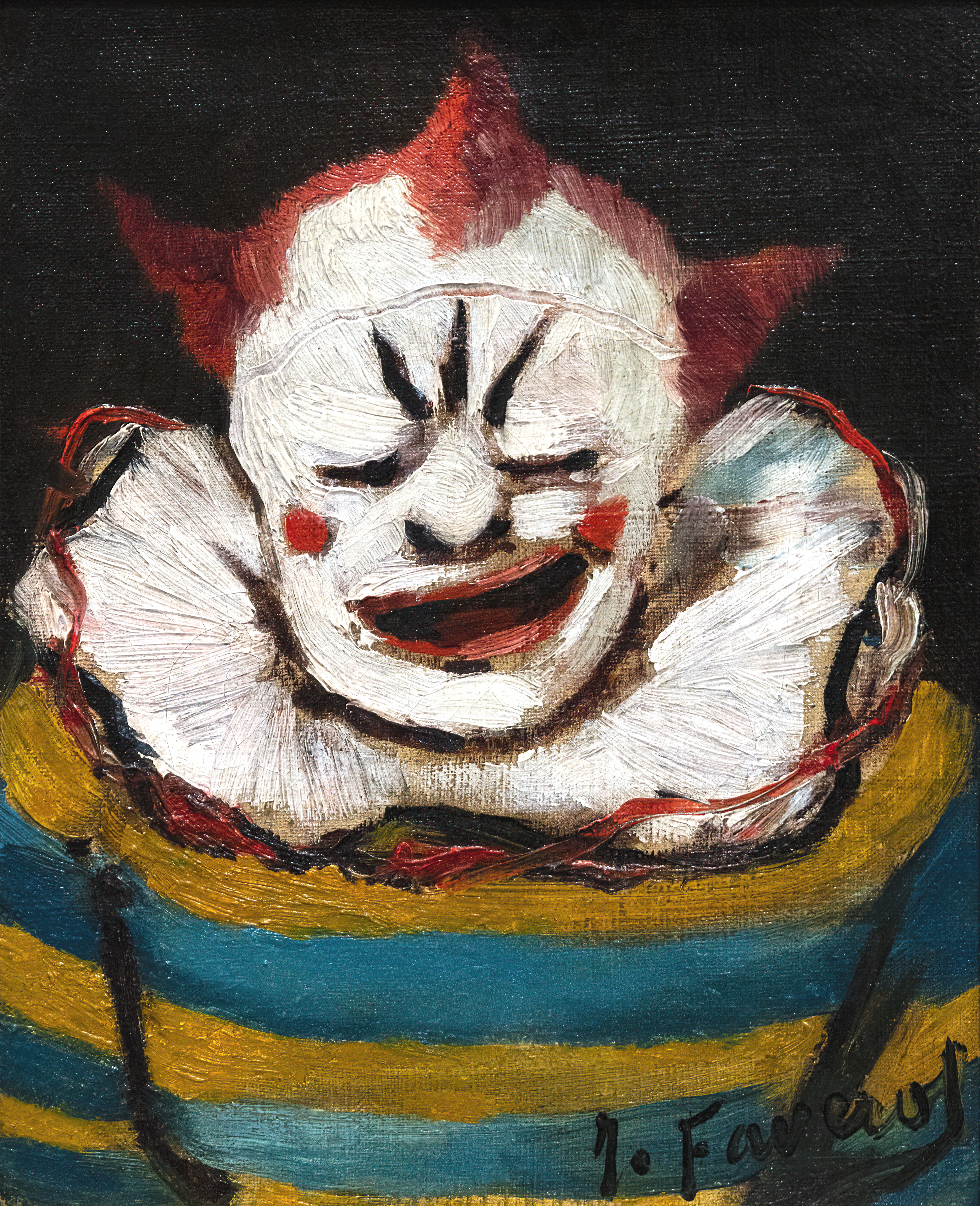
Clown du cirque Fernando (1885), Albi, musée Toulouse-Lautrec.

Faverot a produit un nombre important d'huiles sur toile, en général de petits formats, de genres différents, ayant entre autres pour thème la vie champêtre (présentées au Salon), Montmartre et le monde du cirque ; on lui doit des scènes de genre (acrobatie, dressage) et des portraits de clowns fameux (Bottom, Boum Boum, Marcilly) se produisant au cirque Fernando, puis au cirque Medrano. Il est également l'auteur de fresques pour des cabarets comme les Quat'z'Arts (1893) et Le Rat mort, qui se situait au 7 de la place Pigalle, ou encore pour la guinguette d'Ernest Lemaire composée en 1887 sur l'île Fleurie entre Nanterre et Carrières-sur-Seine et de décors peints pour des spectacles comme la revue Montmartre-Express d'Albert Pajol créée au Divan japonais en octobre 1892 avec Louis Abel-Truchet. Il est l'auteur d'au moins deux affiches lithographiée, Brunin Champs-Élysées Ambassadeurs (1890) et Mansuelle (1915). Plusieurs de ses dessins ont été publiés dans Le Courrier français, Cocorico, La Vache enragée, Le Rire, La Grande Guerre, Les Quat'z'Arts,.